# Pierre aux dix doigts
La Pierre aux dix doigts est un polissoir situé à Villemaur-sur-Vanne, dans le département français de l'Aube.

## Historique
Le polissoir est inscrit au titre des monuments historiques le 14 avril 1993.

## Description
La Pierre aux dix doigts est située sur la commune de Villemaur-sur-Vanne à environ 2 km à l'ouest du centre du village. Elle repose à la lisière du bois de Villemaur, près du croisement de deux chemins, au lieu-dit Le Luteau.
Le polissoir est constitué d'un monolithe dont la partie hors sol mesure 2 m de longueur sur 1,85 m de largeur et 0,30 m d'épaisseur. Il comporte 12 rainures et 7 cuvettes de polissage. Sur une représentation d'Émile Pillot datée de 1881, le polissoir comporte 3 rainures et 2 cuvettes supplémentaires, probablement détruites depuis. La profondeur des rainures, de 3 cm à 6 cm et leur longueur, de 24 cm à 76 cm, indiquent que le polissoir fut utilisé de manière très significative.

## Folklore
Selon une légende, les rainures sont attribuées à Saint Flavy : couché près de la pierre, il s'y serait appuyé des deux mains pour se relever y laissant alors l'empreinte de ses doigts. Selon la tradition, la pierre était fréquentée par les malades fiévreux qui attachaient des fils de laine aux branches des arbres environnants pour se voir délivrés de leur fièvre.